# Кропкакор

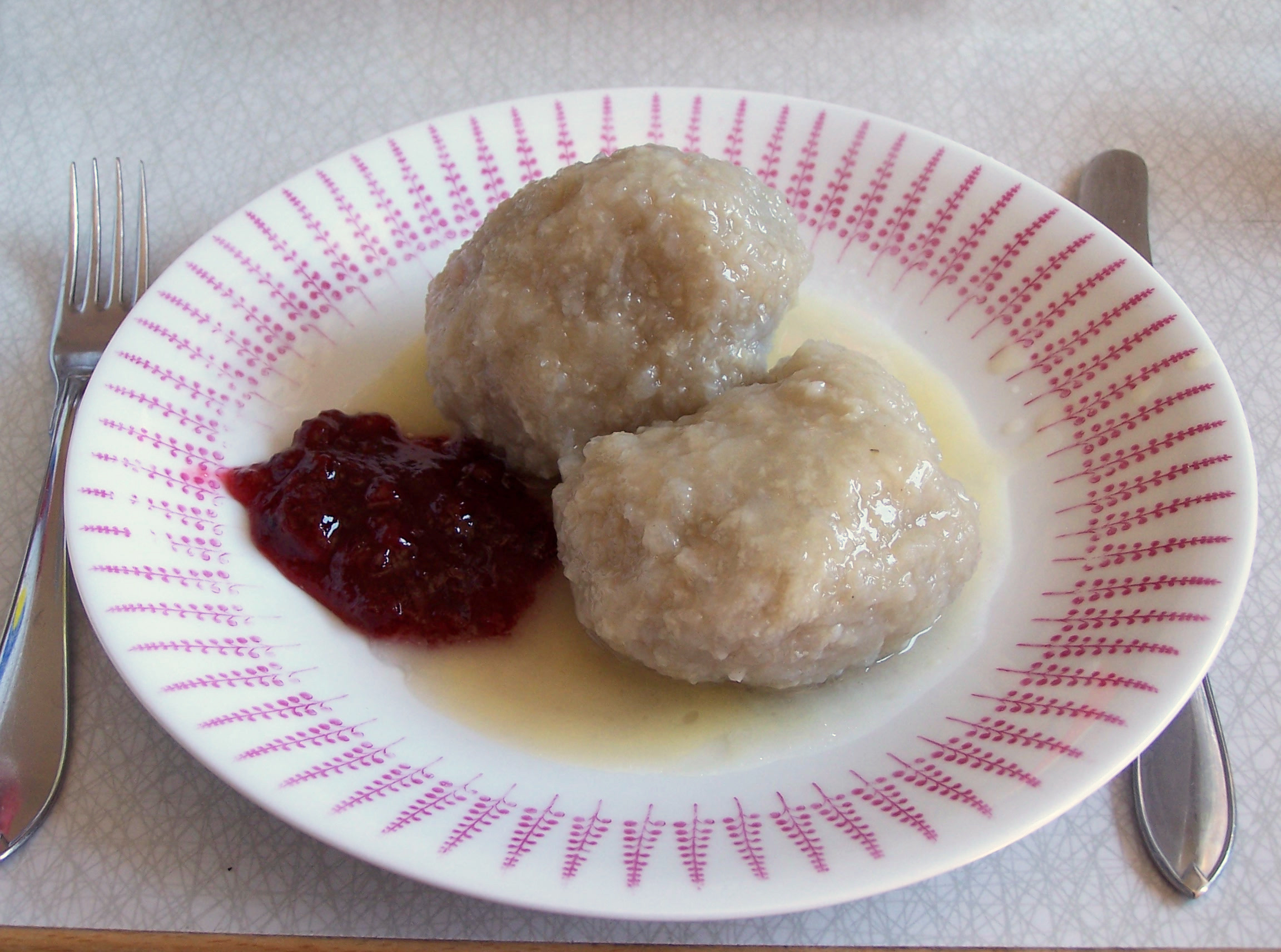
Кропкакор с брусничным джемом

Кропкакор (швед. kroppkakor, мн. ч. от kroppkaka; от kropp — ‘тело’, ‘туловище’ и kaka — ‘пирог’, ‘печенье’) — шведское блюдо, картофельные клёцки, своего рода пельмени; отличаются оригинальным рецептом теста из отварного картофеля, муки и желтков. В качестве начинки, как правило, используют смесь из обжаренного репчатого лука, шпика (сала, смальца) и ветчины. Небольшие шарики из теста с начинкой внутри отваривают в подсоленной воде.
Иногда перед подачей кропкакор посыпают порезанной зеленью. Подают кропкакор со сливочным маслом, сливками, а также с брусничным или клюквенным вареньем или джемом.
В Швеции кропкакор — традиционное блюдо за новогодним столом.